# Bürgermeisterei Gelsdorf

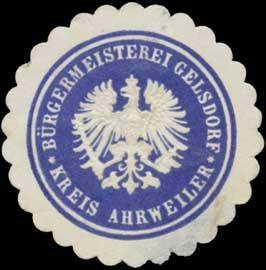
Siegelmarke Bürgermeisterei Gelsdorf

Die Bürgermeisterei Gelsdorf war eine von ursprünglich sieben preußischen Bürgermeistereien, in welche sich der 1816 gebildete Kreis Ahrweiler im Regierungsbezirk Koblenz verwaltungsmäßig gliederte. Von 1822 an war der Regierungsbezirk Koblenz und damit die Bürgermeisterei Gelsdorf Teil der Rheinprovinz. Der Verwaltung der Bürgermeisterei Gelsdorf unterstanden zwölf Gemeinden. Der Sitz des Bürgermeisteramtes war ab 1863 im Ort Ringen. 1927 wurde die Bürgermeisterei Gelsdorf in Amt Gelsdorf und dieses 1936 in Amt Ringen umbenannt.

## Gemeinden und zugehörende Ortschaften
- Bengen
- Birresdorf mit dem Bentger Hof
- Eckendorf
- Gelsdorf
- Holzweiler bestehend aus Niederholzweiler und Oberholzweiler  sowie Alteheck, Mönchesch, Niederesch, Oberesch, und Schönberg
- Kalenborn mit Kalenbornerhöhe
- Karweiler
- Lantershofen
- Leimersdorf mit Niederich und Oeverich sowie der Braunkohlengrube Bartholomäus
- Nierendorf mit Niedernierendorf, Obernierendorf, Rischmühle und Sachsenburg
- Ringen mit Beller, Bölingen und Grasmühle (Bachmühle)
- Vettelhoven

## Geschichte
Das Verwaltungsgebiet und die zugehörenden Ortschaften der Bürgermeisterei Gelsdorf gehörten bis zur Inbesitznahme des Linken Rheinufers durch Frankreich zu verschiedenen Herrschaften. Unter der französischen Verwaltung gehörte das Gebiet zum Arrondissement Bonn (Kanton Ahrweiler und Kanton Remagen), das dem Rhein-Mosel-Departement zugeordnet war.

### Vorherige Zugehörigkeiten
Die nachfolgende Tabelle ermöglicht einen Überblick über die vorherigen Zugehörigkeiten der Gemeinden der Bürgermeisterei Gelsdorf:
| Gemeinde     | Herrschaft vor 1792        | Kanton und Mairie vor 1815 | Kirchspiel um 1800 |
| ------------ | -------------------------- | -------------------------- | ------------------ |
| Bengen       | Grafschaft Neuenahr        | Remagen, Heimersheim       | Bengen             |
| Birresdorf   | Grafschaft Neuenahr        | Remagen, Heimersheim       | Leimersdorf        |
| Eckendorf    | Herrschaft Adendorf        | Ahrweiler, Gelsdorf        | Eckendorf          |
| Gelsdorf     | Herrschaft Gelsdorf        | Ahrweiler, Gelsdorf        | Gelsdorf           |
| Holzweiler   | Grafschaft Neuenahr        | Ahrweiler, Gelsdorf        | Holzweiler         |
| Kalenborn    | Herrschaft Ahrenthal       | Ahrweiler, Mayschoß        | Hilberath          |
| Karweiler    | Grafschaft Neuenahr        | Remagen, Ringen            | Karweiler          |
| Lantershofen | Ganherrschaft Lantershofen | Remagen, Ringen            | Karweiler          |
| Leimersdorf  | Grafschaft Neuenahr        | Remagen, Heimersheim       | Leimersdorf        |
| Nierendorf   | Herrschaft Landskron       | Remagen, Heimersheim       | Leimersdorf        |
| Ringen       | Grafschaft Neuenahr        | Remagen, Ringen            | Ringen             |
| Vettelhoven  | Herrschaft Vettelhoven     | Ahrweiler, Gelsdorf        | Holzweiler         |

### Bürgermeisterei Gelsdorf
Aufgrund der Beschlüsse auf dem Wiener Kongress wurde 1815 das Rheinland dem Königreich Preußen zugeordnet. Unter der preußischen Verwaltung wurden 1816 Regierungsbezirke, Kreise und Bürgermeistereien sowie zugehörige Gemeinden gebildet. Die Bürgermeisterei Gelsdorf gehörte zum Kreis Ahrweiler im Regierungsbezirk Coblenz, ihr gehörten zunächst nur die Gemeinden Eckendorf, Gelsdorf, Holzweiler und Vettelhoven an. 1818 wurden die Bürgermeistereien Ringen und Heimersheim aufgelöst, die angehörenden Gemeinden auf die Bürgermeistereien Ahrweiler und Gelsdorf aufgeteilt. Von Ringen erhielt Gelsdorf die Gemeinden Karweiler, Lantershofen und Ringen, von Heimersheim die Gemeinden Bengen, Birresdorf, Leimersdorf und Nierendorf. Weiterhin wurde Kalenborn aus der Bürgermeisterei Altenahr ausgegliedert und der Bürgermeisterei Gelsdorf zugeordnet. Der Gebietsstand und die Gemeindezuordnung blieb in den folgenden 150 Jahren unverändert.

### Amt Ringen
Auf der Grundlage des preußischen Gesetzes über die Regelung verschiedener Punkte des Gemeindeverfassungsrechts vom 27. Dezember 1927 wurden alle Landbürgermeistereien in Ämter umbenannt.
Das so entstandene Amt Gelsdorf wurde 1936 in Amt Ringen umbenannt und bestand bis zur Neubildung der Verbandsgemeinde Ringen im Jahre 1968. Mit Ausnahme von Kalenborn entstand aus den Gemeinden der ehemaligen Bürgermeisterei zum 16. März 1974 die heutige verbandsfreie Gemeinde Grafschaft.

## Statistiken
Nach der „Topographisch-Statistischen Beschreibung der Königlich Preußischen Rheinprovinz“ aus dem Jahr 1830 gehörten zur Bürgermeisterei Gelsdorf elf Dörfer, neun Weiler, zwei Höfe und eine Mühle. Im Jahr 1816 wurden in den zugehörenden Gemeinden insgesamt 3712 Einwohner gezählt, 1828 waren es 4244 Einwohner darunter 2013 männliche und 2231 weibliche; 4199 Einwohner gehörten dem katholischen, 2 dem evangelischen und 43 dem jüdischen Glauben an.
Weitere Details entstammen dem „Gemeindelexikon für das Königreich Preußen“ aus dem Jahr 1888, das auf den Ergebnissen der Volkszählung vom 1. Dezember 1885 basiert. Im Verwaltungsgebiet der Bürgermeisterei Gelsdorf lebten insgesamt 4811 Einwohner in 1010 Haushalten; 2434 der Einwohner waren männlich und 2377 weiblich. Bezüglich der Religionszugehörigkeit waren 4790 katholisch und einer evangelisch (in Gelsdorf); von den 20 Juden waren 18 in Gelsdorf ansässig.
1885 betrug die Gesamtfläche der zwölf zugehörigen Gemeinden 6185 Hektar, davon waren 3769 Hektar Ackerland, 339 Hektar Wiesen und 1561 Hektar Wald.